# Kathleen Madden
Kathleen Marie Madden () é uma matemática estadunidense, que trabalha em sistemas dinâmicos. É decana da Escola de Ciências Naturais, Matemática e Engenharia da California State University, Bakersfield, ganhadora do Prêmio George Pólya (MAA) e coautora do livro Discovering Discrete Dynamical Systems.

## Formação e carreira
Madden fez seus estudos de graduação na Universidade do Colorado. Passou então dois anos com o Corpo da Paz ensinando matemática em Camarões antes de retornar aos Estados Unidos para estudos de pós-graduação. Completou um Ph.D. em 1994 na Universidade de Maryland, com a tese On the Existence and Consequences of Exotic Cocycles, orientada por Nelson Groh Markley.
Antes de ingressar na California State University, Bakersfield como decana interina em 2016, foi membro do corpo docente do departamento de matemática do Lafayette College e depois da Drew University.

## Livros e reconhecimento
Em 1998 Madden e Aimee Johnson ganharam o Prêmio George Pólya por seu artigo conjunto sobre tesselação aperiódica, "Putting the Pieces Together: Understanding Robinson's Nonperiodic Tilings". Em 2017 Madden, Johnson e Ayşe Şahin publicaram o livro Discovering Discrete Dynamical Systems pela Mathematical Association of America.